# 洛阳城

历代洛阳城

洛阳城是指在今洛阳市境内所建的古城。历史上曾多次修建洛阳城：一是在今洛阳市东白马寺东洛水北岸的汉魏故城；另一为在汉魏故城西18里今洛阳市区的隋唐故城；金元时期修筑的城墙；明清时期在金元旧城上重筑的城池。

## 汉魏洛阳城
城址在洛阳市东15公里偃师、孟津相邻之处。西周初建雒邑，在此筑城，称成周。因城在洛水之北，战国时代称洛阳。由于该地在汉魏两代最繁盛，史称汉魏洛阳故城。
现存平面为长方形，全城周长14公里。南城墙因洛河北移被水冲毁，东、北、西三面城墙保存较好。部分地段高出地面5到7米。北墙长约3700米，宽25到30米；西城墙残长约4290米，宽20米；东城墙残长约3895米，宽14米。

## 隋唐洛阳城

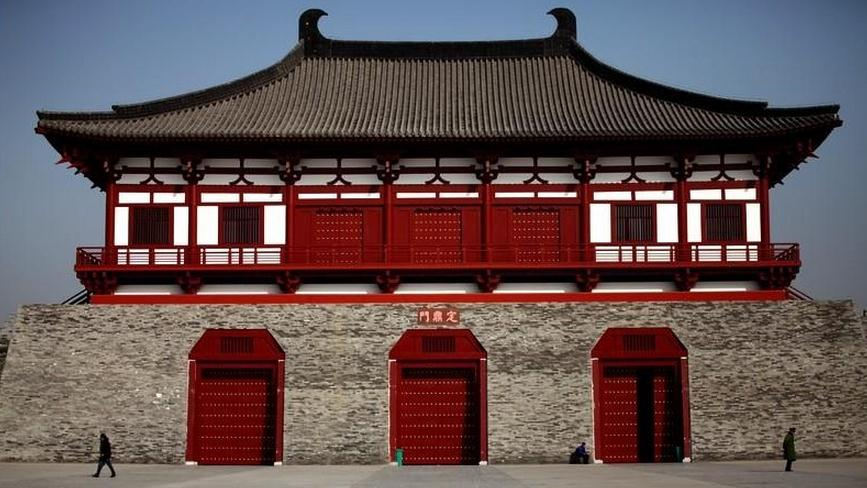
定鼎门

历经1,000多年，隋唐洛阳城遗迹保存完好。隋唐洛阳城的外郭城正门——定鼎门，始建于隋大业元年（公元605年），隋代称建国门，唐宋继续沿用，是隋唐洛阳城中轴线上的标志性建筑。定鼎门沿用长达530年，是目前已知中国古代都城城门中沿用时间最长的。
2007年在定鼎门遗址区发现了骆驼蹄印，这是洛阳作为丝绸之路起点之一的重要考古学证据。
金元时间，洛阳城墙规模较小，且为土城墙。

## 明清洛阳城
明洪武六年（1373年），明威将军陆龄主持重修河南府城，将土城墙外包大青砖，并挖掘城壕。明城墙设四门，东为建春门，西为丽景门，南为长夏门，北为安喜门。崇祯十四年（1641年），李自成率军攻克洛阳，城池被毁。清顺治二年至六年（1645年至1649年），重修城墙。1939年12月，抗战期间为便于民众疏散拆除城墙，改为环城道路。1946年，洛阳城墙曾部分修复，后在城市建设中逐步消失殆尽。